# Tellus Tessera (quadrangle)

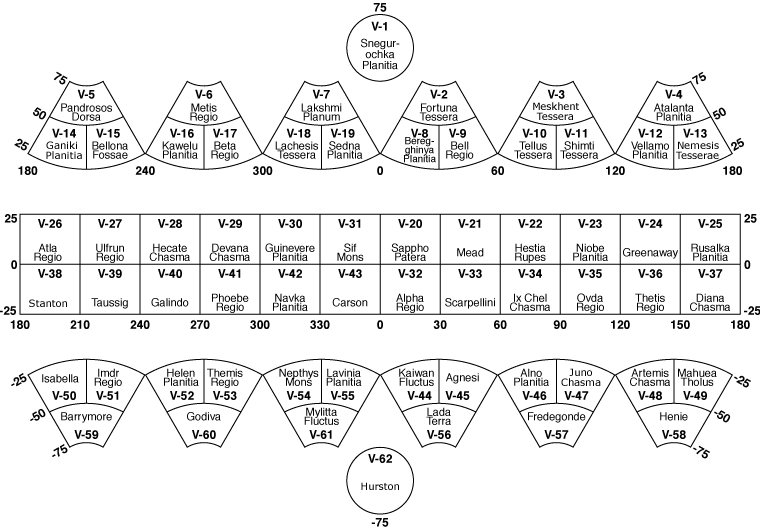
Quadrangles op Venus op schaal 1 : 5.000.000

Tellus Tessera (V–10; breedtegraad 25°–50° N, lengtegraad 60°–90° E) is een quadrangle op de planeet Venus. Het is een van de 62 quadrangles op schaal 1 : 5.000.000. Het quadrangle werd genoemd naar de gelijknamige tessera, die op zijn beurt is genoemd naar Tellus, een Oud-Romeinse beschermgodin van de aardbodem.

## Geologische structuren in Tellus Tessera
Chasma
- Kottravey Chasma
- Medeina Chasma

Coronae
- Olwen Corona

Dorsa
- Mardezh-Ava Dorsa

Inslagkraters
- Bernhardt
- Christie
- Cori
- Khatun
- Kylli
- Loan
- Merian
- Mu Guiying
- Nana
- Tahia
- Tseraskaya
- Ytunde

Paterae
- Apgar Patera
- Eliot Patera
- Hatshepsut Patera

Planitiae
- Akhtamar Planitia
- Leda Planitia

Tesserae
- Meni Tessera
- Tellus Tessera